# フェデラル・エクスプレス705便ハイジャック未遂事件
フェデラル・エクスプレス705便ハイジャック未遂事件（フェデラル・エクスプレス705びんハイジャックみすいじけん）とは、1994年4月7日にアメリカ合衆国のテネシー州メンフィスで発生したハイジャック未遂事件。
フェデラル・エクスプレス（貨物大手フェデックスの航空貨物子会社）の社員（航空機関士）が、自社の貨物便である705便（メンフィス発サンノゼ行き、マクドネル・ダグラス DC-10-30F型機）に便乗してコクピットに侵入し、機体をハイジャックしてフェデックス本社ビルに突入・自殺しようとした。彼は機長らクルーを武器で襲ったが、クルーに反撃されて逆に拘束されたことで乗っ取りは未遂に終わり、705便は緊急着陸して犠牲者はゼロだった。

## 事件当日のフェデックス705便
- 使用機材：マクドネル・ダグラス DC-10-30F（機体番号：N306FE、1985年製造）
- 予定フライトプラン：テネシー州メンフィス国際空港発・カリフォルニア州ノーマン・Y・ミネタ・サンノゼ国際空港行き
- 運航乗務員：3名（機長（49歳）・副操縦士（42歳・元海軍パイロット）・航空機関士（39歳）（年齢は事件当時））
- その他：1名（705便に便乗していた同社パイロットでハイジャックの実行者）
- 積荷：シリコンバレー向け電子部品など

## 事件

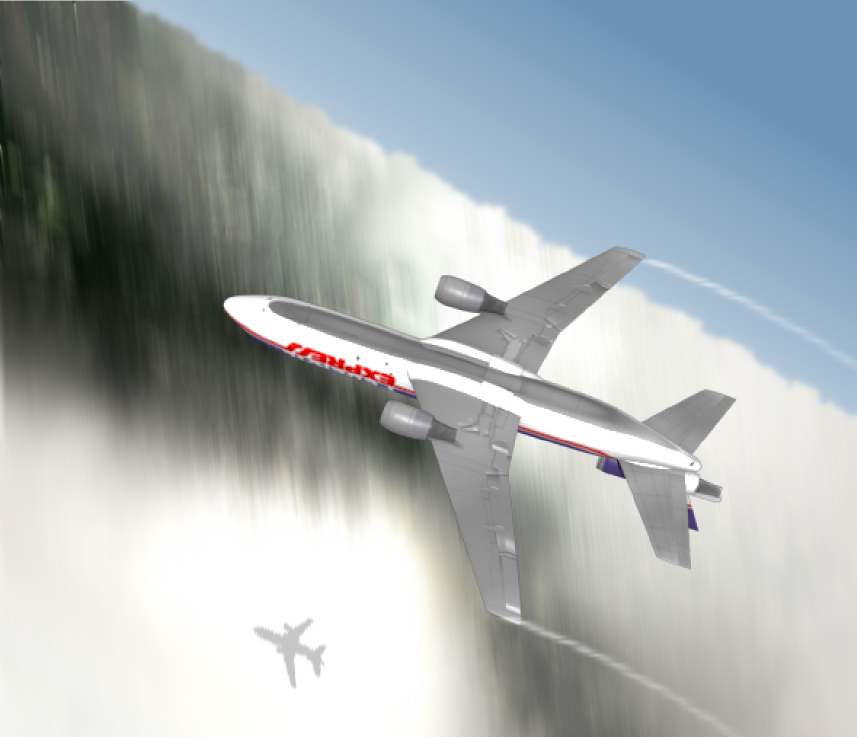
事件再現図（機体の限界に近い旋回飛行をするフェデックス705便）

離陸20分後、コックピット外のジャンプシート(補助席)に便乗していた犯人が、ギターケースの中に隠し持っていたハンマーと水中銃を持ち出し、航空機関士・副操縦士・機長という順番で後頭部をハンマーで殴打し、銃でおどしてコックピットから3人を追い出そうとした。しかし航空機関士が意識朦朧の中で銃を掴み、犯人がひるんだところを機長と航空機関士で押し倒した。
頭蓋骨骨折の重傷を負った副操縦士はベトナム戦争従軍経験もある元海軍パイロットであり、機体の限界までアクロバット飛行をして犯人を壁にぶつけたり転ばせるなど、機長と航空機関士を有利にさせるための操縦を続けた。だがDC-10はこのようなアクロバット飛行に耐えられる設計ではないため、翼ががたがた揺れるなど空中分解してもおかしくない状態であった。
犯人は頭を壁にぶつけるなどして一時的に意識を失い、その間にクルーは犯人を拘束した。そして傷が一番浅い機長が副操縦士と交代して着陸の準備に入った。705便が緊急着陸を指示された9滑走路は、貨物や燃料が満載で重く速度も出ていた機体ではオーバーランの危険があった。機長は別の36L滑走路（滑走路長2800m）への着陸を要求し、数分後、705便は計器が危険信号を発する中、燃料を捨てない状態で着陸し滑走路の端ぎりぎり（残り300m）で停止した。
着陸後、副操縦士が手配していた救護班が乗り込み、4人は病院へ搬送され、犯人は逮捕された。奇跡的に死者は出なかったが、コックピット内部は血まみれになっていた。

## 犯行の理由
犯人の男（42歳）は元アメリカ海軍のパイロットで、武術のエキスパートでもあった。フェデラル・エクスプレスに入社後、航空機関士として貨物機を操縦していたが、同社は飛行時間の報告に虚偽があったことから彼を懲戒処分とすべく4月第2週に本社に呼び出す予定にしていた。犯人はパイロットとしてのキャリアが絶たれることに強い危機感を持ち、解雇される前に自分の乗る便をハイジャックしてメンフィスのフェデックス本社ビルに衝突させ、本社ごと自爆しようとしていた。
犯人はハイジャックを事故に見せかけ、従業員に対する250万ドルという莫大な保険金をフェデックスから家族に払わせる計画だった。彼は社員しか乗っていない飛行機ならハイジャックを疑われることは少ないと考え、さらにハンマーなどの武器を選ぶことによりクルーの致命傷を墜落時の挫傷にみせかけ、検視結果からハイジャック犯に襲われた痕跡が見つからないようになることを意図していた。最終手段として水中銃もギターケースに入れて持ち込んでいた。またコックピットでの乱闘が記録されないよう離陸前にサーキットブレーカーを落としてコックピットボイスレコーダー（CVR）を一度停止させたが、直後に航空機関士が再び起動させたため、当時の会話はボイスレコーダに全て記録されている。
彼はハイジャックのために目星をつけた便にパイロットの振りをしてジャンプシートに乗り込んだ。正規のクルー以外のパイロットが便乗するのは実際は社則違反だが、社内ではパイロットのデッドヘッドは珍しくなかったため、彼が怪しまれることはなかった。

## 事件後

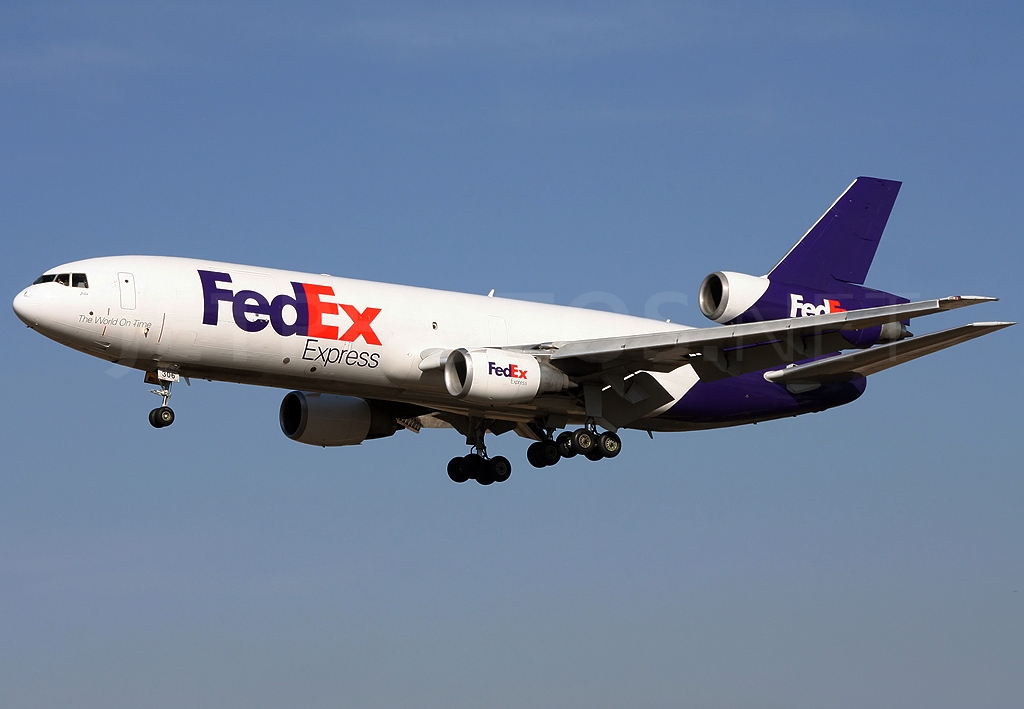
事故後、修理され復帰した事故機（2012年撮影）

逮捕された社員は裁判において心神耗弱による責任能力の不十分を主張したものの、翌1995年8月15日に殺人未遂とハイジャック未遂の両方でどちらも終身刑判決を受けて収監された。なおアメリカ合衆国連邦裁判所の終身刑は仮釈放の対象にはならない。2024年8月現在も収監中である。
機長、副操縦士、航空機関士は、1994年5月26日、勇気を称えられ航空乗員組合（Air Line Pilots Association）より民間機パイロットの最高栄誉である金メダルを表彰された。しかし、事件で受けた傷の後遺症などが影響し、2004年の時点では副操縦士が遊覧飛行のパイロットを務められるほど回復したものの、3人とも商業飛行には復職することはできていない。
ハイジャックに遭遇した機体は、MD-10への改修・再塗装の後、長らく同社で活躍していたが、2022年12月で運用を終了した（登録番号N306FE）。

## 映像化
- メーデー!:航空機事故の真実と真相 第3シーズン第4話「SUICIDE ATTACK」